# Orgilus prolixus
Orgilus prolixus är en stekelart som beskrevs av Muesebeck 1970. Orgilus prolixus ingår i släktet Orgilus och familjen bracksteklar. Inga underarter finns listade i Catalogue of Life.